# Soul Surfer
Soul Surfer (titulada Desafío sobre olas u Olas del Corazón en Hispanoamérica) es una película de 2011 sobre la vida de la surfista Bethany Hamilton, quien a la edad de 13 años, perdió su brazo izquierdo en un ataque de tiburón. La película se centra en los acontecimientos que rodearon el ataque y su superación durante el período posterior. 
Está dirigida por Sean McNamara, quien basó el guion en la autobiografía de Hamilton con el mismo nombre y en entrevistas de los cineastas con la familia. 
El título hace referencia a un término acuñado en la década de 1960 para indicar a alguien que se encuentra navegando por puro placer, pero la palabra "alma" en este caso tiene un doble significado en referencia a la fe cristiana de Hamilton, que le ayudó a recuperar su carrera de surf después del ataque y a seguir adelante.
AnnaSophia Robb interpreta a Bethany Hamilton, Dennis Quaid y Helen Hunt interpretan a los padres de Hamilton, y Lorraine Nicholson interpreta a Alana Blanchard con papeles secundarios realizados por Ross Thomas, Brochu Chris, Carrie Underwood como Sarah Hill, Sorbo Kevin, Sumpter Jeremy, Balmores Sonya, Richmond Branscombe, y Craig T. Nelson. Bethany Hamilton participó como doble de sí misma para las escenas de surf.

## Trama

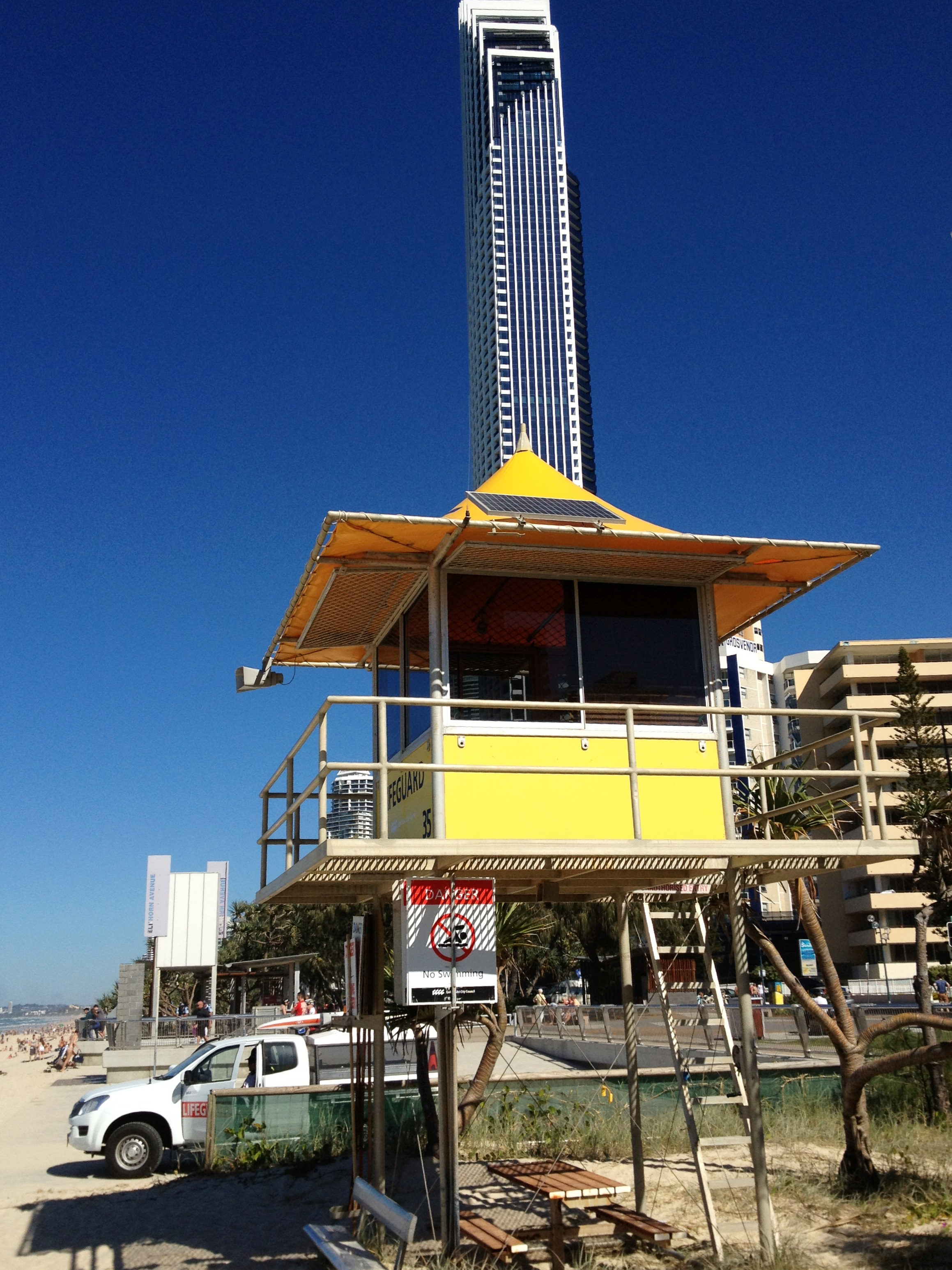

En 2003, la adolescente Bethany Hamilton vive en Hawái con sus padres, Tom y Cheri, y dos hermanos, Noah y Timmy. Todos son surfistas, pero ella y su mejor amiga Alana Blanchard han crecido con una pasión por este deporte y deciden participar en una competición. La líder de jóvenes de su iglesia, Sarah Hill, se siente decepcionada porque Hamilton, a causa del torneo, decide no acompañarla en un viaje misionero que había planificado.
Bethany y Alana quedan en primer y tercer lugar, respectivamente, mientras que la ganadora del segundo lugar, Malina Birch, demuestra que está resentida al rechazar la invitación de Bethany al subirse al podio con ella, pero Alana sí acepta su propuesta. Rip Curl, una distribuidora australiana de ropa, ofrece patrocinar a Alana y Bethany, hecho que pone muy contentas a las dos.
En Halloween, Alana y Bethany se escabullen con unos amigos para surfear por la noche. Al día siguiente, mientras que Tom va al hospital para una cirugía de rodilla, las niñas van a surfear con el padre de Alana, Holt, y su hermano Byron. Esperando una ola, las niñas conversan sobre sus tablas, y cuando Bethany deja colgar el brazo izquierdo en el agua, un tiburón tigre aparece de la nada y hunde sus dientes en ella, mordiéndola cerca del hombro, llevándose consigo un buen trozo de la tabla. Holt saca a Bethany del agua y le practica un torniquete improvisado con su camisa, mientras Byron llama al 911. Suben a Bethany a la camioneta para encontrarse posteriormente con la ambulancia camino al hospital. Justo antes de iniciar la operación de rodilla de Tom, el Dr. David Rovinsky es llamado a la sala de emergencia para atender a Bethany. Además de perder su brazo izquierdo, Bethany también pierde el 60% de su sangre y David llama a su supervivencia un milagro.
El acoso de los paparazzi también demuestra ser una gran tensión en su familia y su vida privada. Los Hamilton agradecen a Holt por su pensamiento positivo y por tomar una acción decisiva que le salvó la vida. La lesión de Bethany le impide participar en las sesiones de fotos de Rip Curl, pero igualmente le desea suerte a Alana. Inside Edition, un programa de televisión, se ofrece a proporcionar una prótesis de un brazo que es estéticamente perfecto y tiene articulaciones flexibles, a cambio de una entrevista. Bethany lo rechaza airadamente cuando se entera de que no le ayudará a navegar ya que no soporta su peso, como consecuencia de la magnitud del muñón de su brazo.
Bethany persevera y, después de un período de recuperación, se pone de nuevo en el agua y aprende a surfear con un brazo, y con el tiempo vuelve a entrar en la competición. Ella le dice a su rival Malina que la trate como a una verdadera rival, y rechaza una ventaja de cinco minutos ofrecida por los jueces. Al poco tiempo, Bethany observa que no puede permanecer en el tablero lo suficiente como para salir y coger una ola competitiva y gana Malina. Decepcionada, decide abandonar el surf competitivo.
Bethany ve los efectos del tsunami de Tailandia de 2004 en la televisión, lo que hace que vea sus problemas desde otra perspectiva. Ella decide sorprender a Sarah al unirse al grupo de jóvenes en otro viaje misionero para ayudar a las personas devastadas de Phuket, Tailandia. La gente tiene, de forma comprensible, miedo al agua, entre ellos una niña pequeña. Bethany le ofrece su ayuda para que monte en una tabla de surf, con la esperanza que esto le quite el miedo a la pequeña. Funciona, y al darse cuenta de que puede usar su don para inspirar a la gente, le motiva a surfear nuevamente.
Tom provee de un asa en una tabla de surf personalizada que construye para Bethany, donde se pueda agarrar para evitar caerse mientras rema hacia las olas, lo que no está contemplado como prohibido por las reglas de la competición. Él también expresa la creencia de que posee un gran instinto surfista para detectar cuándo se forman las mejores olas. Ella entra en el campeonato nacional, y le da gracias a Malina por tratarla como una competidora seria, y lo considera algo respetable, aunque ella sigue persiguiendo el tercer lugar. De repente, con solo unos minutos en el reloj, las olas se apagan y todos los surfistas llegan a pensar que pierden el tiempo esperando a nuevas olas. La creencia de Tom en el instinto de su hija se confirma cuando Bethany siente que se está formando una gran ola y rema hacia ella. Cuando se forma, los demás no pueden salir a tiempo y ella la coge al mismo tiempo que la bocina suena. Bethany habría ganado la competición, pero los jueces anuncian que el tiempo expiró y que no se tendría en cuenta su hazaña. Malina es la ganadora pero, finalmente, supera sus diferencias con ella, invitándola a subir al primer puesto del podio para compartir el primer lugar.
Posteriormente, Bethany le permite a los periodistas entrevistarla. Una periodista le pregunta qué haría si tuviera la oportunidad de deshacer la pérdida de su brazo. Ella dice que ella todavía lo perdería, porque puede abarcar a más personas ahora de lo que nunca pudo con ambos. La película termina con material de archivo de Bethany surfeando después del ataque.

## Reparto
- AnnaSophia Robb como Bethany Hamilton.
- Helen Hunt como Cheri Hamilton.
- Dennis Quaid como Tom Hamilton.
- Carrie Underwood como Sarah Hill.
- Kevin Sorbo como Holt Blanchard.
- Ross Thomas como Timmy Hamilton
- Chris Brochu como Noe Hamilton.
- Lorraine Nicholson como Alana Blanchard.
- Jeremy Sumpter como Byron Blanchard.
- Sonya Balmores Chung Malina Abedul.
- Craig T. Nelson como el Dr. David Rovinsky.
- Cody Gomes como Keoki.
- Branscombe Richmond como Ben.
- Arlene Newman-Van Asperen como Cydney Blanchard.
- Nadeen Ayman como Jenny.
- Tiffany Hofstetter como Rosemary.
- Holandés Hofstetter Jr. como Brandon
- Bethany Hamilton como Ella Misma
- Alana Blanchard como Ella Misma
- Director Sean McNamara cameos como Rip Curl ejecutivo.

## Producción
Soul Surfer es dirigida por Sean McNamara, y escrito por McNamara, el de Schwartz y Michael Berk, y se basa en la biografía 2004 Surfer Soul: A True Story of Faith, Family, y luchando por recuperar en el Consejo. El libro y la película se basa en la experiencia de la vida real de Bethany Hamilton, quien perdió su brazo izquierdo como consecuencia de un ataque de tiburón mientras practicaba surf. Ella tenía 13 años cuando fue atacada el 31 de octubre de 2003. A pesar de que perdió su brazo, se sintió motivada para continuar navegando y fue capaz de competir en una competición importante surf el 10 de enero de 2004, terminando quinto. Su historia de recuperarse del ataque se extendió, y su familia se enfrentan oportunidades de medios múltiples. 
Poco después del incidente y la atención de los medios, el padre de los amigos de Betania Chantilly y Tiffany, Roy "holandés" Hofstetter, se convirtió en gerente de la familia de Hamilton medios de comunicación. Hofstetter, en febrero de 2004, preveía una película basada en la experiencia de Bethany, provisionalmente titulada The Bethany Hamilton Story. Bethany publicó su Surfer biográfica Soul libro en 2004, y la BBC informó que una película sobre su vida estaba programada para comenzar el rodaje en enero de 2005. La producción no comenzó como se esperaba, y Time informó en julio de 2006 que la producción estaba programada para más adelante en el año. Variety informó que el proyecto en un momento tuvo una inversión de $ 7.5 millones y el respaldo de Peter Schlessel, un ejecutivo de Sony Pictures. 
Aunque la producción no había comenzado a finales de 2006, en enero de 2007 Sean McNamara fue anunciado para dirigir la película biográfica. Mientras que Hamilton tuvo una serie de éxitos de surf, se convirtió en profesional en 2007, McNamara y el productor David Brookwell con su mánager Roy "holandés" Hofstetter buscó más material para la película. El libro fue considerado "un relato directo", que fue dirigida a lectores cristianos, por lo que los cineastas se reunió con la familia de Hamilton para determinar si hay algún conflicto inéditos que podrían destacarse en la película. Descubrieron que el incidente había puesto a prueba la familia, que los familiares cuestionaron su fe cristiana, y que Bethany Hamilton tuvo problemas con su aspecto físico y cómo los niños se le percibe. La atención de los medios en la familia fue descrita por Brookwell como "un ataque de tiburón segundo" que había hecho la vida incómoda público.
McNamara, Brookwell, Hofstetter y Douglas Schwartz pasó varios años para recaudar dinero para la producción. El director escribió un guion adaptado con Michael Berk, Douglas Schwartz y Schwartz Deborah. Escritura sin acreditar adicional fue realizada por Ron Bass, Jen Smolka y Holden Kara. Antes de la película entró en producción, Sony Pictures Worldwide Acquisitions adquirió los derechos de distribución para América del Norte y la mayoría de otros territorios. Las empresas de producción de Mandalay Vision, Brookwell McNamara Entertainment y La vida es un entretenimiento Beach colaboró para la producción, con espectáculos atractivos y Grupo Island Film proporcionar financiación. Bethany Hamilton eligió con su madre AnnaSophia Robb para retratarla, así como Sonia Balmores Chung y Jeremy Sumpter para jugar Malina y hermano de Alana, Byron. En febrero de 2010, Robb fue anunciado para ser parte de la película como Bethany Hamilton, junto con Dennis Quaid y Helen Hunt, que fueron lanzados como padres de Bethany. Singer Carrie Underwood, en su debut en el cine, fue elegido como un líder juvenil de la iglesia. Todas las escenas de surf después del ataque del tiburón fueron realizados por Hamilton sí misma. la filmación comenzó el mismo mes en Hawái. la fotografía principal y la segunda unidad de trabajo aéreo se llevó a cabo durante 40 días; director de fotografía John R. Leonetti filmado en película de 35 mm. Durante el rodaje, Robb llevaba una camisa verde en el brazo lo que los efectos visuales se podrían incluir más adelante. A pesar de McNamara estaba editando la película en mayo de 2010, el rodaje adicional se llevó a cabo en agosto de 2010 en Tahití. Durante la posproducción, la empresa VFX Engine Room trabajado en 450 de eliminación de brazo tiros, digitalmente introducir el residuo superior del brazo en lugar de la camisa verde de Robb. La familia Hamilton estuvo involucrado en la elección de la música. En última instancia, el presupuesto de producción de la película fue de $ 18 millones.

## Fecha de estreno
En julio de 2010, EE. UU. Today informó Soul Surfer como una de varias películas basadas en la fe similar a The Blind Side está produciendo en Hollywood;. Otras películas incluyen Get Low, Like Dandelion Dust, y Jumping the Broom. En septiembre de 2010, la empresa FilmDistrict se puso en marcha, y la compañía formó una asociación con TriStar Pictures para lanzar Surfer Alma. FilmDistrict originalmente comprometido a estrenar la película en 300 salas de cine, pero cuando los ejecutivos vio el producto final, que invirtió $ 26 millones en una publicidad impresa y compromiso con el objetivo de liberar Soul Surfer en 2.000 salas de cine.
Antes del lanzamiento comercial de la película, que fue proyectada por los líderes religiosos. Una escena en la que el personaje de Dennis Quaid se lee la Biblia en el hospital junto a la cama de su hija tenía las palabras "Santa Biblia" digitalmente retirado de la cubierta. Padre de Bethany Hamilton dijo que David Zelon, un ejecutivo de Mandalay Pictures, presionaron para reducir los elementos cristianos de la persona que practica surf del alma lo que la película podría apelar más a los no-cristianos audiencias. La familia Hamilton se opuso, y las palabras "Santa Biblia" fueron restaurados en la escena en un examen de seguimiento. Otra escena debatido fue aquella en la que el personaje de Carrie Underwood, un líder de jóvenes de la iglesia, las Escrituras cita bíblica (Jeremías 29:11). Mientras que aquellos que participan en la película estaban bien con el verso, que no quería que la escena para indicar explícitamente que su origen era la Biblia. Su postura fue cuestionada, y la escena indica el versículo ser de la Biblia. The Hollywood Reporter citó el polvo como un ejemplo de Hollywood para aprender a apelar a la comunidad basada en la fe sin dejar de atraer audiencias seculares. The Blind Side, que se llevó a cabo tanto, había ganado en total $ 256 millones en los Estados Unidos y Canadá.
La película se estrenó en 2011 salas de cine en los Estados Unidos y Canadá el 8 de abril de 2011. Se recaudó 10,6 millones dólares durante su primer fin de semana, ocupando el cuarto lugar en la taquilla. Sony Pictures informó que el 80% de la audiencia eran mujeres y que el 56% eran menores de 25 años de edad.

## Recepción

### Box office
La película recaudó $ 47 millones en la box office mundial con un presupuesto de $ 18 millones.

### Críticas
Soul Surfer ha recibido críticas mixtas de los críticos. Revisar los informes agregador Rotten Tomatoes que el 45% de los 99 críticos profesionales le dieron a la película una crítica positiva, con una puntuación media de 5.3/10. El consenso del sitio es: "Hay una increíble historia verdadera en el corazón de Soul Surfer - y, por desgracia, está ahogado por las olas de queso Hollywood". Roger Ebert del Chicago Sun-Times fue ligeramente positivo en su opinión, lo que Los actores de cine de dos años y una media de cada cuatro y escribir "Soul Surfer es una película sana, entendida como fuente de inspiración. Si va a alegrar los espectadores que no son tan capaces como Bethany es una excelente pregunta. AnnaSophia Robb es una convincente, heroína alegre. Dennis Quaid y Helen Hunt, como padres de Bethany, son incondicionales y de apoyo, a pesar de que el guion de hecho les deja otra opción ". Owen Gleiberman de Entertainment Weekly dio a la película una calificación de B, escribiendo" [t] él los espectadores más cínicos por ahí puede decir: 'No es para mí ". Pero Soul Surfer, mientras que en el diseño de fórmulas, es una película auténtica y sincera ". S. Jhoanna Robledo de Common Sense Media dio a la película tres estrellas de cinco, escribiendo" Sí, es una película de mensaje, pero la madriguera mensaje suficientemente profundo debajo de la piel para hacer la película, dado su convencionalismo absoluto, de forma inesperada agitación ".

## Premios y nominaciones
Soul Surfer ganó el "Mejor película para público familiar" en los MTV Movie Guide. Dennis Quaid, AnnaSophia Robb, y Kevin Sorbo cada uno recibió una nominación para "Performance más inspiradores en películas en 2011", pero perdieron a Alex Kendrick de"Reto de Valientes". La película ganó el Premio Dove Seal Cristal al Mejor Drama. Compositor Marco Beltrami ganó el Satellite Award a la Mejor banda sonora original.

## Referencias

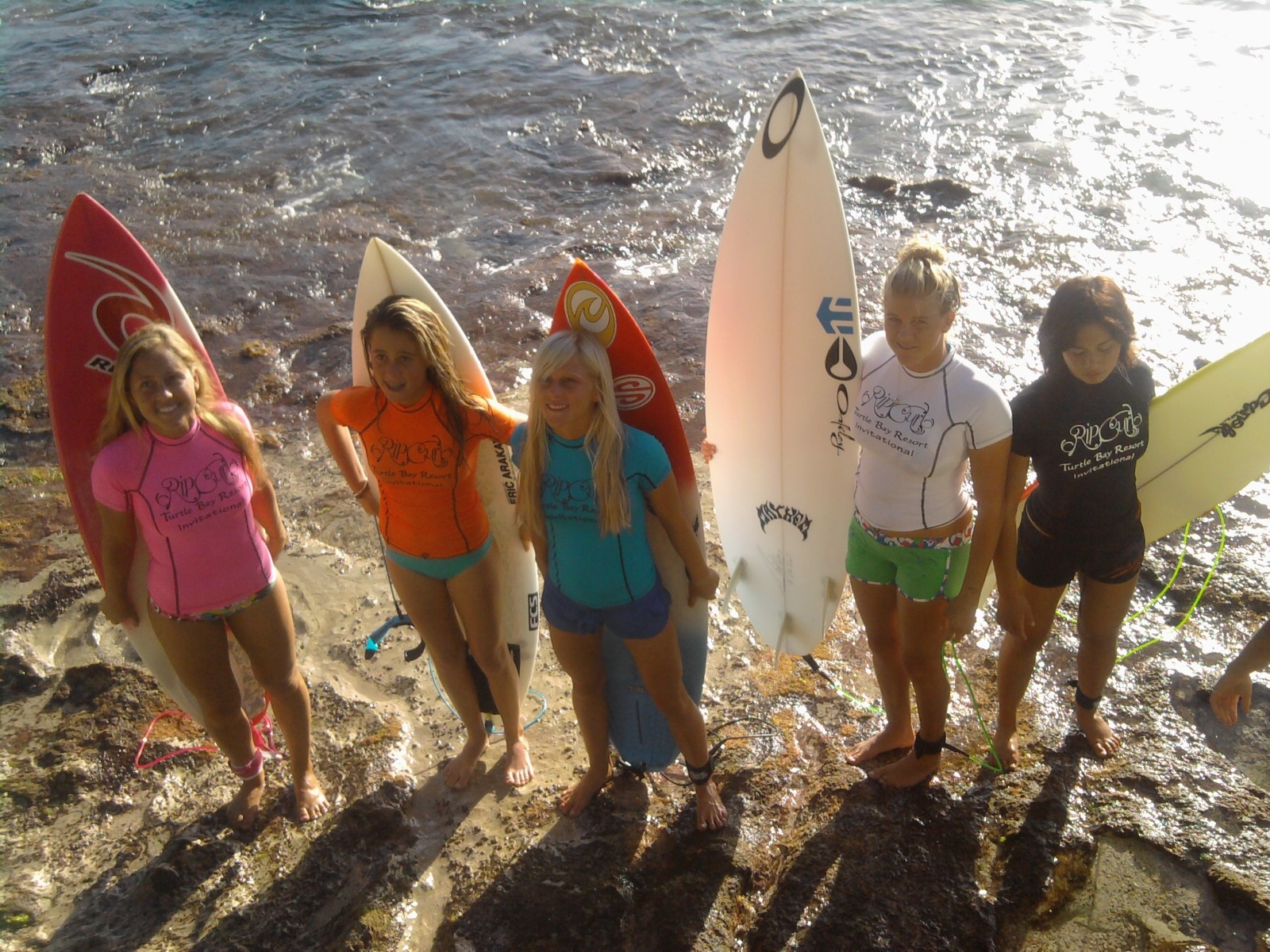
soul surfer (foto de muestra)